# باشگاه فوتبال هیکاری یونایتد
هیکاری یونایتد که قبلا با نام‌های پی‌اوام ساوتز، ساوتز یونایتد، پی‌آرکی ساوتز یونایتد و هیکاری ساوتز یونایتد شناخته می‌شد، یک باشگاه فوتبال حرفه‌ای است که در سال ۲۰۰۶ در پورت مورزبی، پاپوآ گینه نو تأسیس شد.
این باشگاه با کسب هشت عنوان متوالی از سال ۲۰۰۶ تا ۲۰۱۴، رکورد بیشترین عناوین در لیگ ملی فوتبال پاپوآ گینه نو را دارد. آنها همچنین یکی از دو باشگاهی هستند که خارج از استرالیا و نیوزیلند موفق به قهرمانی در لیگ قهرمانان اقیانوسیه شده‌اند، و بنابراین نماینده اقیانوسیه در جام باشگاه‌های جهان در سال ۲۰۱۰ بوده‌اند.
پس از اینکه رئیس جان کاپی ناتو در سال ۲۰۱۷ از لیگ ملی فوتبال جدا شد، باشگاه برای دو فصل در لیگ برتر ملی پاپوآ گینه نو شرکت کرد، و برنده نسخه افتتاحیه شد. این باشگاه برای فصل ۲۰۱۹ به لیگ ملی فوتبال بازگشت و دوم شد.

## حضور در لیگ قهرمانان اقیانوسیه و جام باشگاه‌های جهان
هیکاری یونایتد پس از قهرمانی در لیگ ملی فوتبال ۰۹–۲۰۰۸ بار دیگر به مسابقات قاره‌ای راه یافت. این تیم در صدر جدول فصل عادی قرار گرفت، اما فینال بزرگ، که قرار بود در برابر راپاتونا برگزار شود، دو بار به تعویق افتاد قبل از اینکه به طور کامل لغو شود، با این عنوان که به دلیل موقعیت بالاتر لیگ به هکاری یونایتد اعطا شد.
در اکتبر ۲۰۰۹، باشگاه شروع به شرکت در لیگ قهرمانان اقیانوسیه ۱۰–۲۰۰۹ کرد و در کنار لائوتوکا از فیجی، تافئا از وانواتو و ماریست از جزایر سلیمان وارد گروه ب شد. علیرغم کسب تنها یک امتیاز از دو بازی اول خود، باشگاه پس از چهار پیروزی متوالی در صدر گروه قرار گرفت و با یک امتیاز بالاتر از لائوتوکا به پایان رسید. در فینال، هیکاری یونایتد با ویتاکر یونایتد، دارنده ۲ عنوان لیگ قهرمانان روبرو شد، و بازی اول در پورت مورزبی شاهد برد ۳–۰ تیم پاپوآ گینه نو بود. در بازی برگشت در نیوزیلند، در ۲ مه ۲۰۱۰، هیکاری توانست در مجموع برتری خود را حفظ کند؛ زیرا با اینکه ۲–۱ شکست خورد اما در مجموع ۴–۲ پیروز شد و به جام باشگاه‌های جهان ۲۰۱۰ در ابوظبی، امارات راه یافت.
قبل از جام باشگاه‌های جهان در دسامبر ۲۰۱۰، هیکاری یونایتد اوسه واکاتالسائو، بازیکن ملی پوش فیجیایی و هنری فارودو، مهاجم کهنه‌کار جزایر سلیمان را به خدمت گرفت تا شانس خود را در این رقابت تقویت کند. با این حال، اولین حضور آنها در مسابقات فیفا کوتاه مدت بود، زیرا آنها ۳–۰ به میزبان مسابقات، الوحده امارات در بازی افتتاحیه مسابقات شکست خوردند.